# Békaszittyós

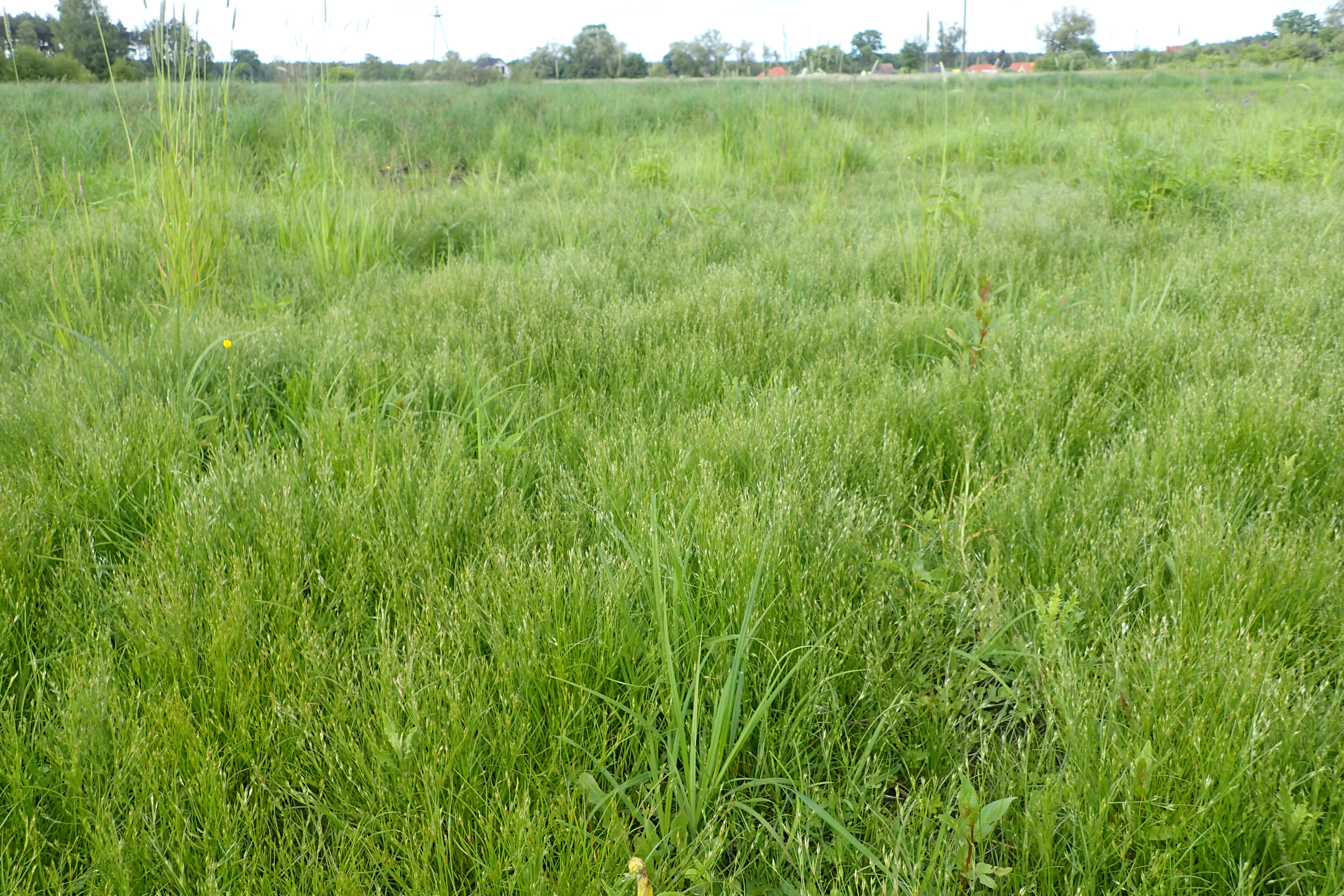
Békaszittyós Goleniów közelében (ÉNY-Lengyelország)

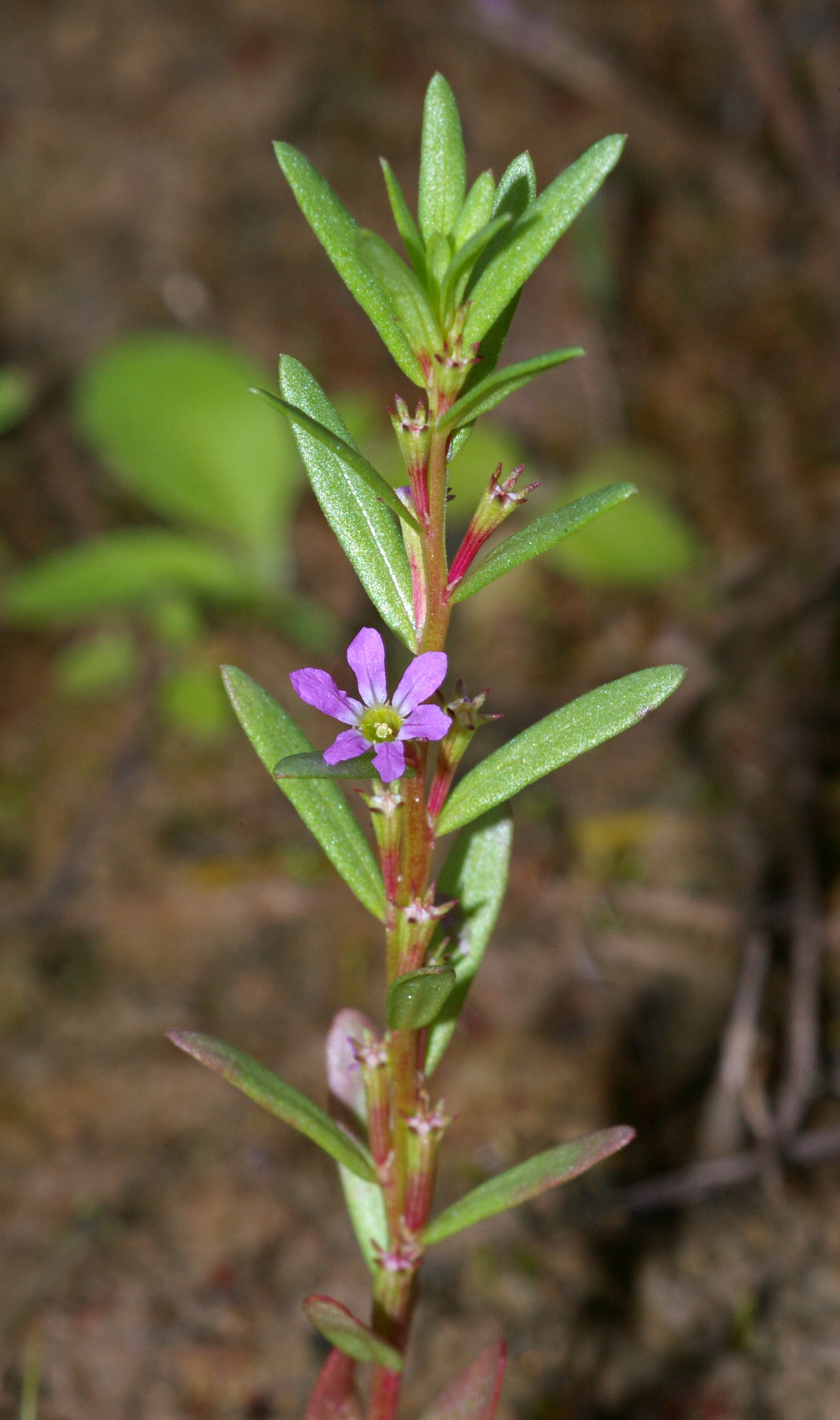
Alacsony füzény (Lythrum hyssopifolium)

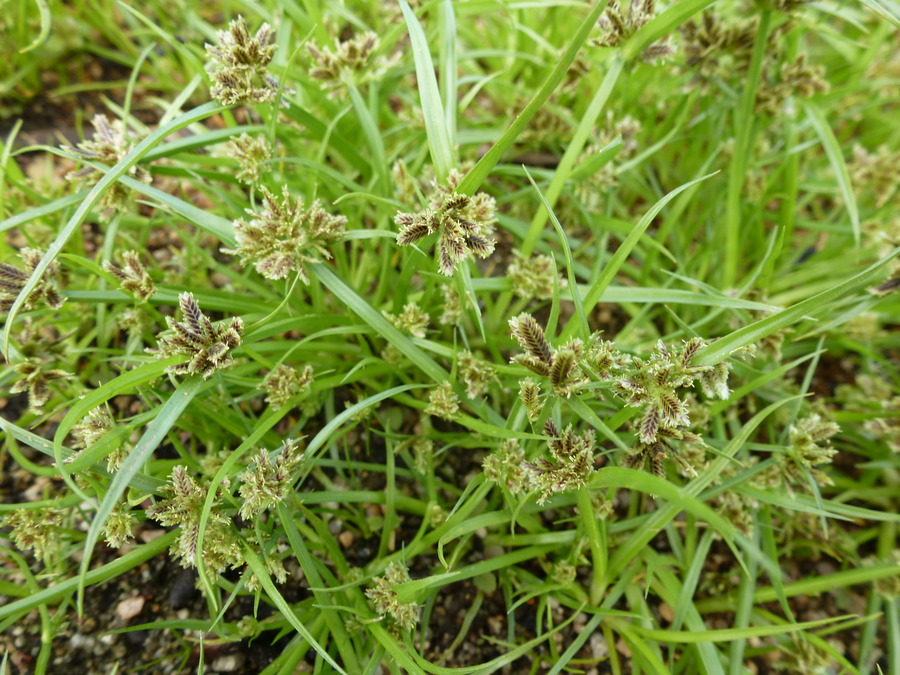
Barna palka (Cyperus fuscus)

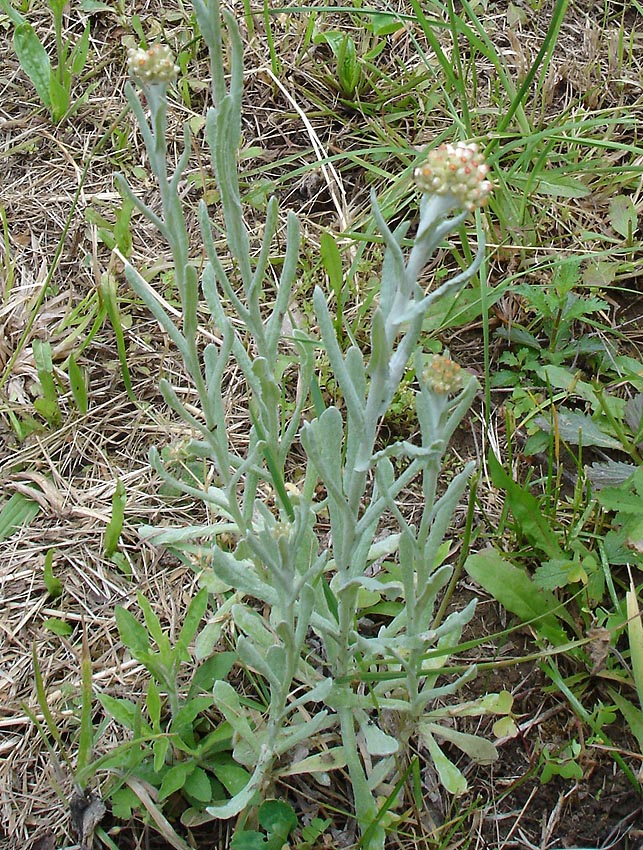
Halvány gyopár (Pseudognaphalium luteo-album).

A békaszittyós  (Cypero-Juncetum bufonii  (Felföldy 1942) Soó & Csűrös 1949) Borhidi Attila szerint az atlanti-boreális tóparti gyepek (Isoëto-Litorelletea Br.-Bl. & Vlieger, 1937)  társulástani osztályába sorolt törpekákagyepek (Nanocyperion)  társulástani csoportjában a látonyás csetkáka-társulások (Elatini-Eleocharitenion ovatae (Pietsch & Müller-Stoll 1968) Borhidi 2003 comb. nova hoc loco) alcsoportjának (más szerzők szerint csoportjának) egyik társulása.

## Elterjedése, kialakulása
Azonális, természetes pionír jellegű társulás, amely kevéssé kötött, tápanyagszegény talajokon, a leggyakrabban homokon alakul ki. Talajában legfeljebb alárendelt mennyiségű karbonát lehet. Állományai természetes környezeti fluktuációk részeként és antropogén pusztítás után egyaránt kialakulhatnak.
Magyarországon általános; különösen gyakori az alföldi folyók ár- és hullámtereken, sőt, magukban a medrekben is.

## Szerkezete, fajösszetétele
Megjelenése és fajkombinációja — a folyómedri állományaié — igen hasonlít az iszapgyopárosokéhoz (Dichostylido–Gnaphalietum uliginosi), viszont lényegesen különböznek a két társulás dominanciaviszonyai. A békaszittyós domináns fajai:
- a varangyszittyó (Juncus bufonius) és
- a barna palka (Cyperus fuscus).

A társulást első leírói kultúrhatás alatt álló nedves, tavasszal vízzel borított, agyagos-sáros tarlókon vizsgálták. Az ilyen típusú termőhelyeken domináns fajai:
- a varangyszittyó (Juncus bufonius) és
- az alacsony füzény (Lythrum hyssopifolium).

További állandó fajai:
- kakaslábfű (Echinochloa crus-galli),
- baracklevelű keserűfű (Persicaria maculata)
- fehér pimpó (Chenopodium album),
- henye pimpó (Potentilla supina),
- mezei tikszem (Anagallis arvensis),
- csinos ezerjófű (Centaurium pulchellum),
- cseplesz tátika (Kickxia elatine),
- iszaplakó veronika (Veronica anagalloides),
- nagy útifű (Plantago major).

Az ilyen helyeken is jellemző faj a barna palka, valamint a halvány gyopár (Pseudognaphalium luteo-album).